# (2540) Blok
(2540) Blok ist ein Asteroid des Hauptgürtels, der am 13. Oktober 1971 von der russischen Astronomin Ljudmila Iwanowna Tschernych am Krim-Observatorium in Nautschnyj (IAU-Code 095) entdeckt wurde.
Der Asteroid wurde nach dem Dichter der russischen Moderne Alexander Alexandrowitsch Blok (1880–1921) benannt, einem Vertreter der sogenannten zweiten Generation der Symbolisten.